# Wilhelm Dunker

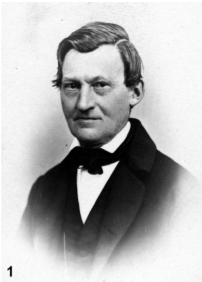
Wilhelm Dunker

Wilhelm Bernhard Rudolph Hadrian Dunker (* 21. Februar 1809 in Eschwege; † 13. März 1885 in Marburg) war ein deutscher Geo-, Paläonto- und Zoologe.

## Leben
Wilhelm Dunker studierte 1830 bis 1834 in Göttingen Berg- und Hüttenwesen und war nach dem Studium zunächst als Praktikant beim Bergamt zu Obernkirchen beschäftigt. Bald darauf folgte seine Berufung als Lehrer für mineralogischen Wissenschaften an die neu gegründete polytechnische Schule (Höhere Gewerbeschule) zu Kassel. 1853 wurde er zum korrespondierenden Mitglied der Göttinger Akademie der Wissenschaften gewählt. 1854 wurde er dann als Professor an die Universität Marburg berufen, an der er bis zu seinem Tode lehrte.
Bekannt wurde Dunker aber vor allem als einer der bedeutendsten Malakologen seiner Zeit. Er verfügte über eine sehr umfangreiche Privatsammlung an Schnecken und Muscheln, die er ständig durch Tausch mit anderen Sammlern (und wahrscheinlich auch Ankauf) vergrößerte. Er pflegte Kontakte unter anderem mit seinen Zeitgenossen Rudolph Amandus Philippi, Karl Ludwig Pfeiffer, Hugh Cuming und Johannes Albers. Durch Tausch erwarb er auch zahlreiche Originalexemplare und Typen dieser Autoren. Nach seinem Tode wurde Dunkers Molluskensammlung vom preußischen Staat gekauft, und auf Betreiben des Kurators Eduard von Martens in die Sammlungen des damaligen Zoologischen Museum Berlin aufgenommen, wo sie sich noch heute befindet.
Wilhelm Dunker verfasste eine große Reihe wissenschaftlicher Publikationen zur Systematik der Weichtiere und beschrieb zahlreiche neue Arten. Im Jahre 1846 gründete er zusammen mit Hermann von Meyer die Zeitschrift „Palaeontographica“, die von beiden herausgegeben wurde und bis heute immer noch erscheint.
Er befasste sich auch mit Paläontologie, unter anderem fand er im Steinkohlebergbau von Obernkirchen den Zahn eines Raubsauriers, der dann durch die Berliner Paläontologen Wilhelm Dames und Ernst Koken beschrieben wurde und nach Dunker benannt (Megalosaurus dunkeri). Dunker selbst veröffentlichte über seine Dinosaurierfunde im Programm der Höheren Gewerbeschule Kassel 1843/44 und in der Monographie der norddeutschen Wealdenbildung 1846.

## Schriften
Paläontologische Arbeiten:
- 1837. Beiträge zur Kenntnis des norddeutschen Oolithgebildes.(gemeinsam mit Friedrich Carl Ludwig Koch)
- 1844. Vorläufige Diagnosen mehrerer neuer Conchylien aus der norddeutschen Liasbildung, die nächstens ausführlicher beschrieben und abgebildet werden. Zeitschrift für Malakozoologie 1: 186-188.
- 1846. Monographie der norddeutschen Wealdenbildung.
- 1846. Ueber die in dem Lias bei Halberstadt vorkommenden Versteinerungen. Palaeontographica, 1: 34-41.
- 1846. Diagnosen neuer Konchylien aus der norddeutschen Liasbildung. Zeitschrift für Malakozoologie 3: 168-170.
- 1847. Ueber die in dem Lias bei Halberstadt vorkommenden Versteinerungen (Fortsetzungen). Palaeontographica, 1: 107-112, 113-125.
- 1847. Ueber einige neue Versteinerungen aus verschiedenen Gebirgsformationen. Palaeontographica, 1: 128-133.
- 1848. Ueber die in der Molasse bei Günzburg unfern Ulm vorkommenden Conchylien und Pflanzenreste. Palaeontographica, 1:155-168.
- 1848. Nachtrag zu der Beschreibung der in dem Lias bei Halberstadt vorkommenden Versteinerungen. Palaeontographica, 1: 176-181.
- 1848. Ueber einen neuen Asteracanthus aus dem Korallenkalk des Lindener Berges bei Hannover. Palaeontographica, 1: 188-189.
- 1848. Ueber die im Kasseler Muschelkalk bis jetzt gefundenen Mollusken. Programm der höheren Gewerbschule in Cassel, 21 S., Druck von Theodor Fischer, Cassel
- 1851. Ueber die im Muschelkalk von Oberschlesien bis jetzt gefundenen Mollusken. Palaeontographica, 1: 283-310.
- 1851. Ueber Ammonites Gervilianus, d’Orb. aus dem norddeutschen Hilsthone. Palaeontographica, 1: 324-325.
- 1851. Capulus Hartlebeni, eine neue Schnecke aus dem Muschelkalk der Gegend von Elze im Hannoverschen. Palaeontographica, 1: 334-334.
- 1851. Ammonites Buchii, v. Alb. und A. parcus, L. v. Buch aus der Cölestinschicht des Muschelkalks von Wogau bei Jena. Palaeontographica, 1: 335-336.
- 1856. Ueber mehrere Pflanzenreste aus dem Quadersandsteine von Blankenburg. Palaeontographica, 4: 179-183.
- 1862–1864. Ueber die im plastischen Thone von Grossalmerode vorkommenden Mollusken. Palaeontographica, 9: 86-90.

Zoologische Arbeiten:
- 1845. Beschreibung einer neuen Cyclas-Art. Zeitschrift für Malakozoologie 2:20.
- 1845. Diagnoses molluscorum qourandum novorum, quae ex itinere ad oras Africae occidentalis reportavit cl. G. Tams, Med. Dr. Zeitschrift für Malakozoologie 2: 163-168.
- 1846. Briefliche Mittheilung über einige Bulimus-Arten. Zeitschrift für Malakozoologie 2: 176-177.
- 1846. Diagnoses molluscorum novorum, quae ex itinere ad oras Africae occidentalis reportavit Dr. Tams. Zeitschrift für Malakozoologie 3: 24-28.
- 1846. Diagnosen neuer Konchylien. Zeitschrift für Malakozoologie 3: 48.
- 1846. Diagnoses Molluscorum novorum. Zeitschrift für Malakozoologie 3: 108-112.
- 1846. Diagnoses Buccinorum quorundam novorum. Zeitschrift für Malakozoologie 3: 170-172.
- 1847. Diagnoses Buccinorum quorundam novorum. Zeitschrift für Malakozoologie 4: 59-64.
- 1848. Diagnoses Molluscorum novorum. Zeitschrift für Malakozoologie 5: 177-186.
- 1848. Diagnoses specierum novarum generis Planorbis collectionis Cumingianae. Proceedings of the Zoological Society of London 16: 40-43.
- 1850. Diagnoses molluscorum quorundam novorum. Zeitschrift für Malakozoologie 7: 30-32.
- 1852. Diagnoses molluscorum novorum. Zeitschrift für Malakozoologie 9: 49-62.
- 1852. Argonauta gruneri Dunker. Zeitschrift für Malakozoologie 9: 48.
- 1852. Aviculacea nova. Zeitschrift für Malakozoologie 9: 73-80.
- 1852. Diagnoses Molluscorum novorum. Zeitschrift für Malakozoologie 9: 125-128, 189-191.
- 1853. Diagnoses Molluscorum novorum. Zeitschrift für Malakozoologie 10: 58-60.
- 1853. Ampullaria eximia. Zeitschrift für Malakozoologie 10: 93-95.
- 1853. Diagnoses Molluscorum novorum. Zeitschrift für Malakozoologie 10: 95-96.
- 1853. Neue Mytilaceen. Zeitschrift für Malakozoologie 10: 82-92.
- 1853. Diagnoses Molluscorum novorum. Zeitschrift für Malakozoologie 10: 110-112.
- 1853. Index molluscorum, quae in itinere ad Guineam inferiorem collegit Georgius Tams med. Dr. Theodor Fischer, Cassel.
- 1853. Limnaeacea nova collectionis Cumingianae. Proceedings of the Zoological Society of London 21: 53-54.
- 1855. Bulimus ochsenii Dunker. Malakozoologische Blätter 2: 107.
- 1856. Mollusca nova collectionis Cumingianae. Proceedings of the Zoological Society of London 24: 254-358.
- 1856. Mytilacea nova collectionis Cumingianae. Proceedings of the Zoological Society of London 24: 358-366.
- 1857. Clausilia lanzai Dunker. Malakozoologische Blätter 4: 232.
- 1858. Einige neue Species der Naiaden. Malakozoologische Blätter 5: 225-229.
- 1858–1870. Beschreibung und Abbildung neuer oder wenig bekannter Meeres-Conchylien, ser. Novitates conchologicae (Dunker, W. ed.), vol. 2 Mollusca marina (Dunker, W. ed.). Theodor Fischer, Cassel
- 1859. Neue japanische Mollusken. Malakozoologische Blätter 6: 221-240.
- 1859. Laimodonta pfeifferi Dunker. Malakozoologische Blätter 6: 201-202.
- 1861. Beschreibung einiger von Herrn Dr. v. Hochstetter auf Neuseeland gesammelten Süsswasser-Mollusken. Malakozoologische Blätter 8: 150-154.
- 1861. Mollusca Japonica. Schweizerbart, Stuttgart. (Digitalisat in der Bibliothek der Ozeanographischen Hochschule Tokio)
- 1861. Beschreibung neuer Mollusken. Malakozoologische Blätter 8: 35-45.
- 1861. Solenacea nova collectionis Cumingianae. Proceedings of the Zoological Society of London 29: 418-427.
- 1862. Zwei neue Physen von Hochstetter entdeckt. Malakozoologische Blätter 9: 150-151.
- 1862. Species nonnullae Bursarum vel Ranellarum collectionis Cumingianae. Proceedings of the Zoological Society of London 30: 238-240.
- 1863. Eine neue Voluta. Malakozoologische Blätter 10: 145.
- 1864. Fünf neue Mollusken. Malakozoologische Blätter 11: 99-102.
- 1864. Eine neue Bulimus. Malakozoologische Blätter 11: 156.
- 1866. Bericht über die von der Novara-Expedition mitgebrachten Mollusken. Verhandlungen der kaiserlich- königlichen zoologisch-botanischen Gesellschaft in Wien 16: 909-916 (mit Zelebor).
- 1867. Zwei neue Süsswasser-Muscheln aus Afrika. Malakozoologische Blätter 14: 206-209.
- 1871. Mollusca nova Musei Godeffroy Hamburgiensis. Malakozoologische Blätter 18: 150-175.
- 1872. Die Gattung Avicula in Abbildungen nach der Natur mit Beschreibungen, ser. Systematisches Conchylien-Cabinet von Martini und Chemnitz (Küster, H.C. ed.), vol. 7. Bauer & Raspe, Nürnberg.
- 1874. Drei neue Meeresconchylien der norwegischen Fauna. Nachrichtsblatt der Deutschen Malakozoologischen Gesellschaft 6: 7 (mit Metzger).
- 1875. Diagnosen zweier neuer Bulimi. Nachrichtsblatt der Deutschen Malakozoologischen Gesellschaft 7: 28-29.
- 1875. Verzeichnis der Species einiger Gattungen zweischaliger Mollusken des rothen Meeres. Jahrbücher der Deutschen Malakozoologischen Gesellschaft 2: 1-6.
- 1875. Zwei neue Bulimi aus der Sierra Nevada (Columbien). Jahrbücher der Deutschen Malakozoologischen Gesellschaft 2: 220-221.
- 1875. Ueber Conchylien von Desterro, Prov. Sta. Catharina, Brasilien. Jahrbücher der Deutschen Malakozoologischen Gesellschaft 2: 240-254.
- 1877. Mollusca nonnulla nova maris Japonici. Malakozoologische Blätter 24: 67-75.
- 1879. Mollusca quaedam nova. Journal de Conchyliologie 27: 212-217.
- 1882. Index Molluscorum Maris Japonici. Theodor Fischer, Cassel. (Digitalisat in der Bibliothek der Ozeanographischen Hochschule Tokio)
- 1882. De Molluscis nonnullis terrestribus Americae australis. Jahrbücher der Deutschen Malakozoologischen Gesellschaft 9: 377-380.
- 1882. Die Gattung Lithophaga in Abbildungen nach der Natur mit Beschreibungen, ser. Systematisches Conchylien-Cabinet von Martini und Chemnitz, vol. 8. Bauer & Raspe, Nürnberg.
- 1883. Zwei neue Murices. Malakozoologische Blätter, Neue Folgen 6: 35-36.
- 1886. Die Familie der Limnaeiden enthaltend die Genera Planorbis, Limnaeus, Physa und Amphipepla. In Abbildungen nach der Natur und Beschreibungen, ser. Systematische Conchylien-Cabinet von Martini und Chemnitz (H.C. Küster, W. Kobelt, H.C. Weinkauff, ed.), vol. 1, No. 17 [a], Bauer & Raspe, Nürnberg (zusammen mit H.C. Küster, S. Clessin).